# Maurice Dufrasne
 (mai 2020).
Si vous disposez d'ouvrages ou d'articles de référence ou si vous connaissez des sites web de qualité traitant du thème abordé ici, merci de compléter l'article en donnant les références utiles à sa vérifiabilité et en les liant à la section « Notes et références ».
Maurice Dufrasne (1862-1931) est le cinquième président du Standard de Liège, en fonction de 1909 à 1931. 
C'est lors du déménagement du club du Standard de Liège vers Sclessin, que Maurice Dufrasne a pris les choses en main. Durant 22 ans, il allait amener le club en Division 1 lors de la saison 1909-1910 et en faire un club fort. Ses efforts se sont essentiellement tournés vers les infrastructures qui sont toujours présentes. C’est donc pour prouver cette reconnaissance envers lui que le stade porte son nom.
Il est inhumé au Cimetière de Robermont à Liège.